# Martin Siedersleben
Martin Siedersleben (* 17. September 1899 in Günstedt; † 15. Juni 1987 in Heidelberg) war ein langjähriger Pfarrer der Suhler Hauptkirchengemeinde von St. Marien. Zeitweilig engagierte er sich auch politisch in der VVN und war für diese zwischen 1948 und 1949 Mitglied des Deutschen Volksrates.

## Werdegang
Siedersleben wurde als Sohn einer Pfarrersfamilie 1899 im damals preußischen Günstedt im Landkreis Weißensee geboren. Bereits im Kindesalter trennten sich seine Eltern und seine Mutter zog mit ihren Eltern und den drei Kindern nach Erfurt. 1917 meldete sich der noch 17-jährige Siedersleben freiwillig als Soldat. Der Erste Weltkrieg prägte Siedersleben nachhaltig, da auch seine Brüder betroffen waren. Der älteste Bruder fiel und der andere Bruder kehrte als völliger Kriegskrüppel von der Front zurück nach Hause. Siedersleben selbst wurde durch eine schwere Granatenexplosion verschüttet und erlitt einen Nervenzusammenbruch. An den Folgen dieses Ereignisses litt er zeitlebens. Erst im Frühjahr 1919 kehrte er aus dem Krieg zurück.
Während des Krieges war Siedersleben nach eigener Aussage Im Trommelfeuer der Champagne Christus zum Bruder geworden. Er holte zunächst auf einem Sonderlehrgang für Kriegsteilnehmer das Abitur nach, welches er im September 1920 erhielt. Anschließend begann Siedersleben ab Februar 1921 an der Vereinigten Friedrichs-Universität Halle-Wittenberg Theologie zu studieren. Durch die aufkommende Inflation wurde allerdings seine finanzielle Situation von Semester zu Semester prekärer. Da ihm verschiedene Tätigkeiten als Privatlehrer oder Zeitungsverkäufer nicht das erhoffte Geld brachten, unterbrach Siedersleben im Wintersemester 1922/23 das Studium. Er pflegte zunächst in Erfurt seine kranke Mutter. 1924 verlobte er sich mit seiner späteren Frau Erna Reinemann, Tochter eines Mühlenbesitzers in Langensalza. Der zukünftige Schwiegervater unterstützte Siedersleben finanziell, so dass dieser im Frühjahr 1925 sein Studium wieder aufnehmen konnte und es im Wintersemester 1926/27 mit dem 1. theologischen Examen abschloss.
Anschließend wurde Siedersleben in Vorbereitung auf das 2. theologische Examen nach Windischholzhausen und Ebendorf bei Magdeburg zur praktischen Ausbildung den jeweiligen Pfarrern beigeordnet. Zum 1. Mai 1928 versetzte die Kirche Siedersleben nach Suhl, wo er zunächst als Prädikant und Hilfsprediger in der Kreuzkirchengemeinde eingesetzt wurde. Kurze Zeit später, am 16. Juli 1928, heiratete er Erna Reinemann. Am 28. Juli 1929 wurde Siedersleben in der Suhler Kreuzkirche ordiniert, nachdem er kurz zuvor das 2. theologische Examen abgelegt hatte.
Zum 1. Advent 1929 wurde Siedersleben in der Suhler Hauptkirche als neuer Pfarrer der Hauptkirchengemeinde mit dem Seelsorgebezirk im Suhler Oberland eingeführt. Diese Tätigkeit übte er anschließend fast 32 Jahre aus. Nach einer anfänglich eher unkritischen Haltung zur Hitlerbewegung sah Siedersleben als Kriegsteilnehmer die Folgen von Hitlers Politik vor allem mit zunehmendem Kriegsverlauf immer kritischer. So würdigte er trotz Gestapo-Überwachung bei einer Grabrede die Lebensleistung eines von den Nationalsozialisten ermordeten Antifaschisten. Wenig später nahm Siedersleben bei einem Begräbnis im Gespräch mit den Hinterbliebenen in Bezug auf die Kriegssituation kein Blatt vor den Mund. Er wurde daraufhin denunziert und erhielt eine Vorladung für eine Verhandlung vor dem Volksgerichtshof für den 27. März 1945 in Weimar. Die Verhandlung wurde letztlich abgesagt, da der angesetzte Richter auf der Fahrt nach Weimar bei einem Bombenangriff ums Leben gekommen war. Daraufhin fuhr Siedersleben in den Wirren der letzten Kriegswochen unbehelligt nach Suhl zurück. Anfang April zogen amerikanische Truppen in Suhl ein.
In der Nachkriegszeit nahm sich Siedersleben vor allem der Not der Flüchtlinge und Vertriebenen an. Er wurde 1946 in den Suhler Wohlfahrtsausschuss gewählt und 1948 als Mitglied der VVN anerkannt. Bereits kurz nach seinem Eintritt in deren Thüringer Landesverband entsandte die VVN Siedersleben zum 2. Deutschen Volkskongress, auf dem er als Mitglied des 1. Deutschen Volksrates gewählt wurde. Nachdem Propst Heinrich Grüber wohl aus Protest gegen die Berlin-Blockade aus dem Deutschen Volksrat und dessen Präsidium ausgeschieden war, rückte Siedersleben auf Vorschlag der VVN an seiner Stelle ins Präsidium nach. Er war somit Mitglied des Präsidiums des 1. Deutschen Volksrates, des Vorläufers der späteren Volkskammer der DDR. In das Nachfolgegremium, den 2. Deutschen Volksrat, ließ sich Siedersleben nicht wieder wählen.
In der Folgezeit bekam Siedersleben den Kampf der jungen DDR-Regierung gegen die Kirche am eigenen Leibe zu spüren. So wurde sein Sohn Hans-Joachim 1951 nicht zum Besuch der Oberschule zugelassen. Dennoch tat Siedersleben noch bis 1961 Dienst in der Hauptkirchengemeinde. Zum 1. August 1961 ging er aus Krankheitsgründen in den Ruhestand. Mit Genehmigung der DDR-Behörden übersiedelte er schließlich im Dezember 1962 nach Heidelberg zu seiner Tochter Margot. Dennoch riss der Kontakt von Siedersleben zur Suhler Hauptkirchengemeinde nie ab. So organisierte er im Rahmen der Renovierung der Hauptkirche zwischen 1968 und 1973 Kupfernägel zur Schieferdeckung sowie Blattgold für den Innenbereich. Hinzu kamen weitere finanzielle Unterstützungen in Form von  D-Mark für seine ehemalige Kirchgemeinde.
Mit 87 Jahren starb Siedersleben in Heidelberg.